# Жеребок
Жеребо́к — шкурки молочных жеребят, используемые в меховом и кожевенном производстве.

## Мех
В меховом производстве используются шкурки жеребят возрастом до двух месяцев. Шкурки выделывают с сохранением шеи и лап до уровня колен. Жеребок относится к весеннему виду полуфабриката. Толщина волосового покрова жеребка колеблется от 0,5 до 1,5 сантиметра. Жеребок относится к особотолстомездровым шкурам и имеет толщину более двух миллиметров. Износостойкость жеребка составляет 35 баллов (7 сезонов).
Меховой жеребок подразделяют на:
- склизок — шкуры нерождённых жеребят с низким блестящим муаристым или гладким волосяным покровом;
- собственно жеребок — шкуры новорождённых жеребят с блестящим муаристым или гладким волосяным покровом и густым подшёрстком;
- уросток — шкуры жеребят, которые уже вкусили растительную пищу[5] с матовым муаровым или гладким прилегающим волосяным покровом и подшёрстком средней длины[6].

## Хром
Жеребок преимущественно используется в меховом производстве, но может также применяться в обувном. Толщина шкур лошадей очень различается по толщине, в зависимости от места: шкура в задней части (называется «хаз») в 1,5—2 раза толще, чем в передней. Для хромового дубления используется жеребок из передней части шкуры (хаз отрезается).